# Pfarrhaus (Hermannstein)

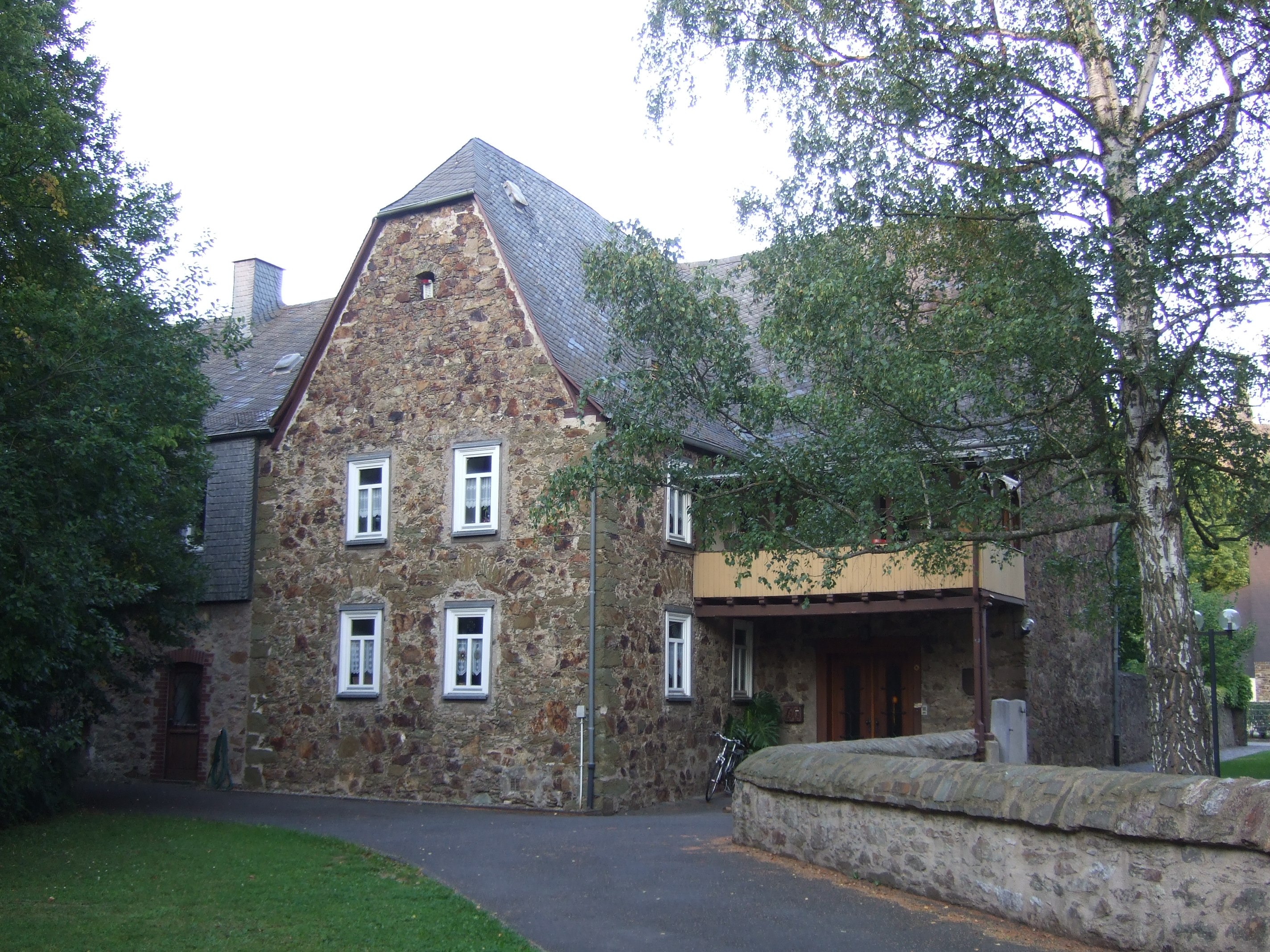
Pfarrhaus Hermannstein

Das Pfarrhaus Hermannstein wurde 1494 im heutigen Wetzlarer Stadtteil Hermannstein in Mittelhessen erbaut. Es ist als Baudenkmal in die Denkmalliste der Stadt Wetzlar eingetragen.

## Beschreibung
Das Pfarrhaus wurde 1494 als Klause für Beginen nördlich der Kirche gebaut. Es war ursprünglich mit einem 1772/79 entfernten Brückenzugang vom Obergeschoss auf die Nordwestempore der Kirche versehen. Der Zugang ist in der Kirche noch sichtbar.
Die Klause umfasste zunächst nur einen Teil des heutigen Pfarrhauses. Der zweistöckige Mittelbau ist der älteste Bauabschnitt. Er besteht aus einem Rechteck von etwa 16,5 × 7 m mit 1,20 m dicken Bruchsteinmauern. Nicht lange nach Fertigstellung erweiterte man die Klause an der Südseite um einen 9 × 6 m großen ebenfalls zweistöckigen Anbau. Das Erdgeschoss diente als Eingangshalle, der Raum darüber wurde Konventszimmer.
Der dritte Bauabschnitt auf der nördlichen Seite wurde 1780 in einer Raumbeschreibung erwähnt, das genaue Baudatum lässt sich jedoch nicht feststellen. Er passte von jeher nicht zur alten Klause. Über dem dickwandigen Fundament erhob sich ein Fachwerkbau mit Lehmwänden. 1892 wurde dessen Baufälligkeit festgestellt. Der Anbau wurde bis auf die Grundmauern eingerissen und mit Backsteinen, die nicht zum alten Klostergebäude passten, neu errichtet. 1974 wurde der Backsteinbau beschiefert und dadurch der Gesamteindruck der Anlage verbessert.

## Bilder

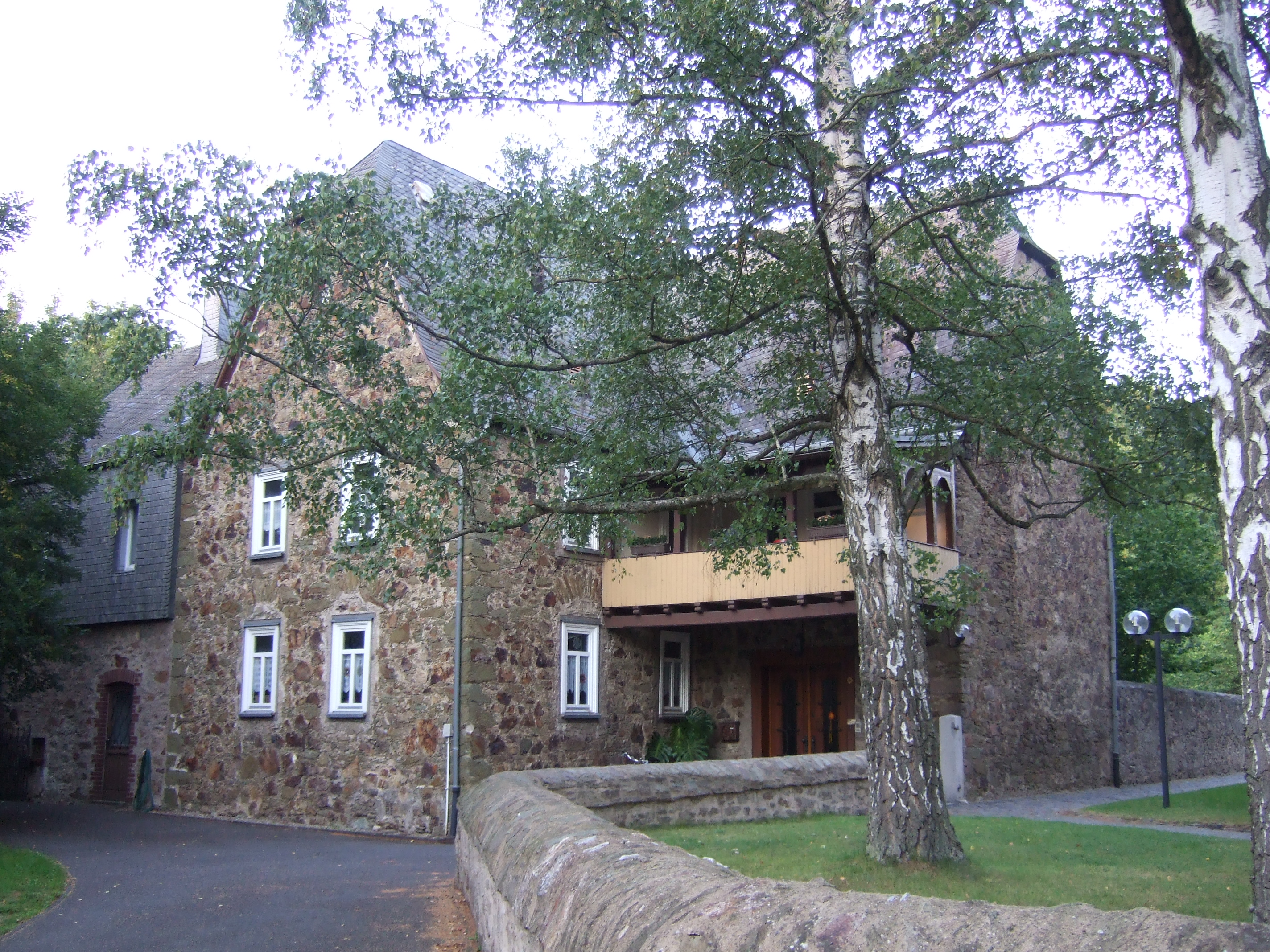
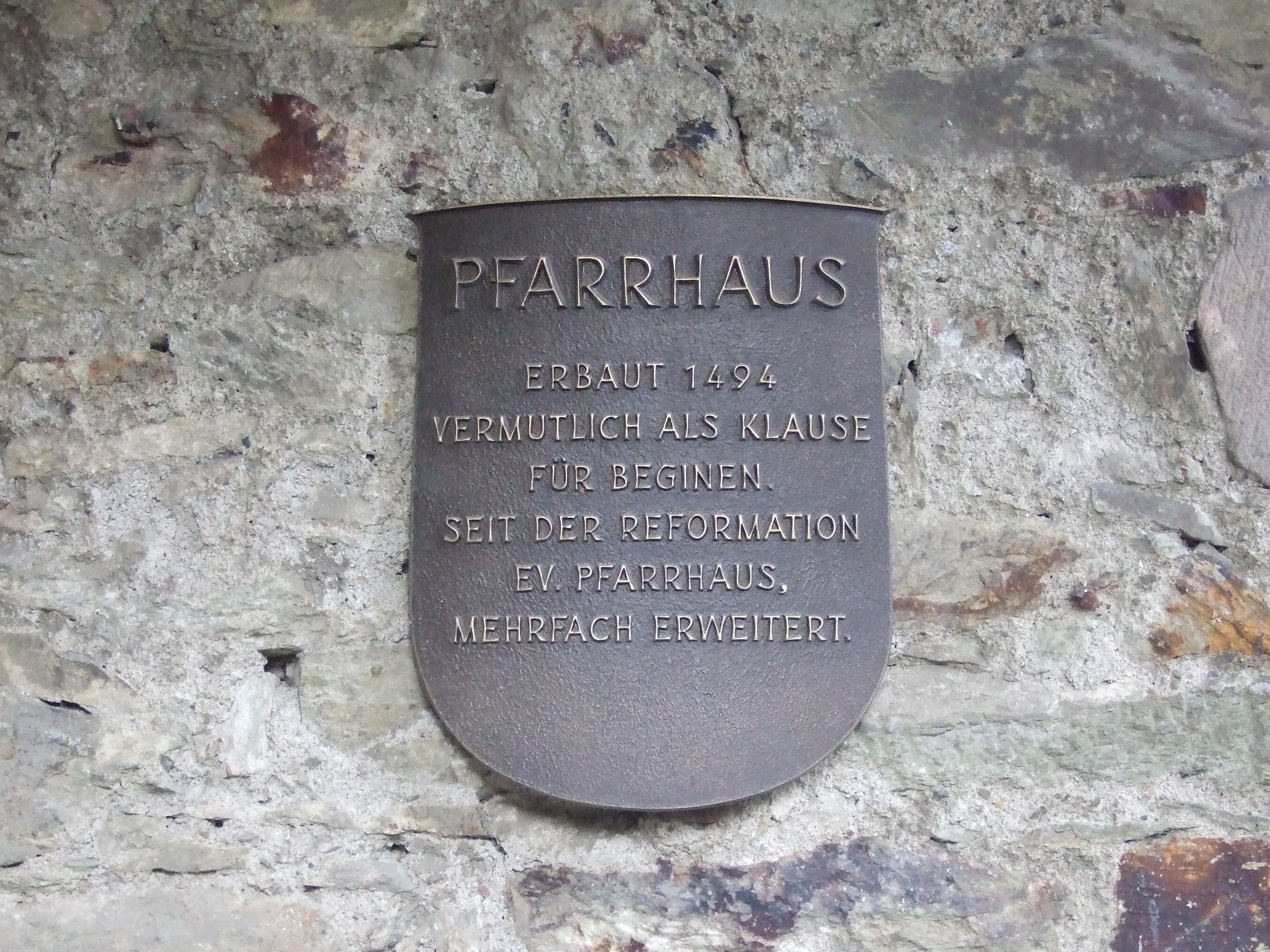